# Łapińce (Połoczany)
Łapińce – dawna wieś. Obecnie część agromiasteczka Połoczany na Białorusi, w obwodzie mińskimm, w rejonie mołodeckim, w sielsowiecie Połoczany.

## Historia
W czasach zaborów w gminie Połoczany, w powiecie oszmiańskim, w guberni wileńskiej Imperium Rosyjskiego.
W latach 1921–1945 wieś leżała w Polsce, w województwie wileńskim, w powiecie wołożyńskim, a od 1927 w powiecie mołodeckim, w gminie Połoczany.
W 1931 w 54 domach zamieszkiwały 264 osoby.
Wierni należeli do parafii rzymskokatolickiej w Oborku i prawosławnej w Hruzdowie. Miejscowość podlegała pod Sąd Grodzki w Mołodecznie i Okręgowy w Wilnie; właściwy urząd pocztowy mieścił się w Połoczanach.